# Maleisisch korfbalteam
Het Maleisisch korfbalteam is een team van korfballers dat Maleisië vertegenwoordigt in internationale wedstrijden. De nationale bond heet de Malaysia Korfball Association (MKA).

## Geschiedenis
Korfbal werd in 2007 in Maleisië geïntroduceerd. In datzelfde jaar werd de nationale bond lid van de Internationale Korfbalfederatie (IKF). Op het moment van oprichten werd er alleen rondom Kuala Lumpur gekorfbald.
In 2014 maakte het nationale team hun debuut op een internationaal eindtoernooi, namelijk het Aziatisch-Oceanisch kampioenschap korfbal. De ploeg werd 5e, wat voor een relatieve nieuwkomer een goed resultaat was.
In 2023 had Maleisië wat geluk in de aanloop naar het 12e WK. Feitelijk had het team zich niet geplaatst voor dit WK, maar omdat het Marokkaans korfbalteam zich noodgedwongen moest terugtrekken, kwam er een plaats vrij. Deze kans ging naar Maleisië, waardoor het in 2023 voor de eerste keer in de landsgeschiedenis meedeed aan het wereldkampioenschap.

## Resultaten op de wereldkampioenschappen
| Wereldkampioenschap korfbal |               |             |               |
| Jaar                        | Kampioenschap | Gastheer    | Klassering    |
| 1978                        | 1e WK         | Nederland   | Geen deelname |
| 1984                        | 2e WK         | België      | Geen deelname |
| 1987                        | 3e WK         | Nederland   | Geen deelname |
| 1991                        | 4e WK         | België      | Geen deelname |
| 1995                        | 5e WK         | India       | Geen deelname |
| 1999                        | 6e WK         | Australië   | Geen deelname |
| 2003                        | 7e WK         | Nederland   | Geen deelname |
| 2007                        | 8e WK         | Tsjechië    | Geen deelname |
| 2011                        | 9e WK         | China       | Geen deelname |
| 2015                        | 10e WK        | België      | Geen deelname |
| 2019                        | 11e WK        | Zuid-Afrika | Geen deelname |
| 2023                        | 12e WK        | Taiwan      | 21e plaats    |

## Resultaten op de Wereldspelen
| Wereldspelen |                  |                       |               |
| Jaar         | Kampioenschap    | Gastland              | Klassering    |
| 1985         | 2e Wereldspelen  | Karlsruhe (Duitsland) | Geen deelname |
| 1989         | 3e Wereldspelen  | Karlsruhe (Duitsland) | Geen deelname |
| 1993         | 4e Wereldspelen  | Den Haag (Nederland)  | Geen deelname |
| 1997         | 5e Wereldspelen  | Lahti (Finland)       | Geen deelname |
| 2001         | 6e Wereldspelen  | Akita (Japan)         | Geen deelname |
| 2005         | 7e Wereldspelen  | Duisburg (Duitsland)  | Geen deelname |
| 2009         | 8e Wereldspelen  | Kaohsiung (Taiwan)    | Geen deelname |
| 2013         | 9e Wereldspelen  | Cali (Colombia)       | Geen deelname |
| 2017         | 10e Wereldspelen | Wroclaw (Polen)       | Geen deelname |
| 2022         | 11e Wereldspelen | Birmingham (Amerika)  | Geen deelname |
| 2025         | 12e Wereldspelen | Chengdu (China)       | Geen deelname |

## Resultaten op de Aziatisch-Oceanische kampioenschappen
| Aziatisch-Oceanisch kampioenschap korfbal |               |               |               |
| Jaar                                      | Kampioenschap | Gastland      | Klassering    |
| 1990                                      | 1e AOKK       | Indonesië     | Geen deelname |
| 1992                                      | 2e AOKK       | India         | Geen deelname |
| 1994                                      | 3e AOKK       | Australië     | Geen deelname |
| 1998                                      | 4e AOKK       | Zuid-Afrika   | Geen deelname |
| 2002                                      | 5e AOKK       | India         | Geen deelname |
| 2004                                      | 6e AOKK       | Nieuw-Zeeland | Geen deelname |
| 2006                                      | 7e AOKK       | Hongkong      | Geen deelname |
| 2010                                      | 8e AOKK       | China         | Geen deelname |
| 2014                                      | 9e AOKK       | Hongkong      | 5e plaats     |
| 2018                                      | 10e AOKK      | Japan         | Geen deelname |
| 2022                                      | 11e AOKK      | Thailand      | 9e plaats     |